# Chapada de Areia
Chapada de Areia är en kommun i Brasilien.   Den ligger i delstaten Tocantins, i den centrala delen av landet, 600 km norr om huvudstaden Brasília. Antalet invånare är 1 335.
Omgivningarna runt Chapada de Areia är huvudsakligen savann. Trakten runt Chapada de Areia är nära nog obefolkad, med mindre än två invånare per kvadratkilometer.